# Semaeopus vivata
Semaeopus vivata là một loài bướm đêm trong họ Geometridae.